# Filats en coll
La captura amb filats en coll és una tècnica de caça d'aus característica de les finques de muntanya a la Serra de Tramuntana i les Serres de Llevant de Mallorca, i a Menorca i una de les pràctiques de caça (junt amb el reclam amb perdius mascle i la caça amb escopeta i gossos) més habituals a l'illa, dut a terme especialment durant la de la tardor i hivern a primera o a última hora del dia.
La captura consisteix en instal·lar, a les zones de pas de les aus, que dormen als boscos i s'enlairen a l'alba a la recerca d’aliment volant baix vorejant les branques més altes dels arbres cap a les clarianes del bosc, una estructura de pedra en sec anomenada galera en la que se sostenen canyes d'entre 5 i 7 metres entre les quals s'instal·la un filats de canya o xarxa L'estructura de pedra pot estar constituïda per un simple paretó o per una estructura mes complexa de pedra viva adobada i són de planta rectangular o quadrada. Amb aquesta tècnica es cacen, per exemple, coloms, perdius, tords, etc.